# Teramnus
Genre
Teramnus est un genre de plantes à fleurs dicotylédones de la famille des Fabaceae, sous-famille des Faboideae, originaire des régions tropicales d'Afrique, d'Asie et d'Amérique,  qui compte une dizaine d'espèces acceptées.

## Étymologie
Le nom générique, « Teramnus », dérive du terme grec ancien, τεράμων (terámōn), ou τέραμνος (teramnos), qui signifie « tendre », en référence aux feuilles et aux gousses, ou aux poils tendres qui recouvrent les tiges, les pédoncules et le calice. Le terme latin, teramon ou teramum, désignait selon Pline une plante poussant près de Philippi,.

## Liste d'espèces
Selon The Plant List (2 octobre 2018) :
- Teramnus buettneri (Harms) Baker f.
- Teramnus flexilis Benth.
- Teramnus hookerianus A.Sen
- Teramnus labialis (L.f.) Spreng.
- Teramnus lanceolifoliolatus (De Wild.) Baker f.
- Teramnus micans (Baker) Baker f.
- Teramnus mollis Benth.
- Teramnus repens (Taub.) Baker f.
- Teramnus uncinatus (L.) Sw.
- Teramnus volubilis Sw.